# Echinogammarus toletanus
Echinogammarus toletanus is een vlokreeftensoort uit de familie van de Gammaridae. De wetenschappelijke naam van de soort is voor het eerst geldig gepubliceerd in 1970 door Pinkster & Stock.